# 荘園 (池田市)
荘園（そうえん）は、大阪府池田市にある地名である。一丁目から二丁目まである。郵便番号は563-0038。当地域の人口は、2017年12月末時点で 2,147 人である（池田市市民生活部総合窓口課の資料による）。

## 地理
池田市の南部に位置する。北部に一丁目があり、南部に二丁目がある。北は鉢塚二丁目、三丁目と、東は井口堂一丁目、天神一丁目と、南は豊島北二丁目と、西は八王寺一丁目、二丁目とそれぞれ隣接している。
一丁目と二丁目の境を国道171号池田バイパスが横断している。当地域の南端部を、石橋駅神田線（神田石橋線）が通っている。当地域の西端部を、西市場線が通っている。当地域は、池田市立北豊島小学校および池田市立北豊島中学校の校区に含まれる。

### 地価
北摂地域に位置し、区画整理された歴史ある街並みが広がる。荘園の地価は2023年（令和5年）1月1日の公示地価によれば荘園1丁目3-10の地点で18万9,000円/m2となっている。

## 歴史
1920年（大正9年）、宣真高等女学校（現在の宣真高等学校）が設立される。1924年（大正13年）、住宅街「石橋荘園」が、阪神急行電鉄（現在の阪急電鉄）と日本住宅によって販売開始される。この住宅街は、室町住宅の開発に触発されて造られたもので、関西アララギ会を結成した歌人、大村呉楼が居住したことでも知られる。1965年（昭和40年）9月1日、才田町、井口堂町、西市場町、東市場町、尊鉢町の各一部が、荘園一丁目および二丁目に変更される。1974年（昭和49年）10月、荘園保育所が一丁目に開設される。
二丁目の西市場池が1976年（昭和51年）に埋め立てられ、1977年（昭和52年）10月、埋立地に総合スポーツセンターが開設される。1982年（昭和57年）3月、荘園会館が一丁目に開設される。2003年（平成15年）12月18日、特定非営利活動法人エコビレッジが設立される。2012年（平成24年）、「家族葬 千の風 池田式場」が二丁目に開設される。2015年（平成27年）1月5日、リサイクルショップ、良品買館 池田店が一丁目に開店される。2018年（平成30年）、日本メノナイト・ブレザレン教団 石橋キリスト教会が荘園一丁目から石橋二丁目に移転される。2020年（令和2年）8月15日、焼肉店、いわみが開店される。2021年（令和3年）9月20日、良品買館 池田店が閉店される。

## 施設
- 総合スポーツセンター[3]
- 荘園会館[3]
- 宣真高等学校[3]
- 荘園保育園[3]
- 荘園1丁目第1公園[30]
- 荘園1丁目第2公園[30]
- ファミリーマート 池田荘園東店[31]
- ロイヤルホスト 池田天神店[32]